# Kim Hoon
Dans ce nom coréen, le nom de famille, Kim, précède le nom personnel.
Pour les articles homonymes, voir Kim.
Kim Hun, né le 5 mai 1948 à Séoul, est un écrivain, journaliste et critique sud-coréen. 

## Biographie
Kim Hun est né le 5 mai 1948 à Séoul. Après des études au Lycée Whimoon, il intègre l'université de Corée en 1966. Il commence à travailler en tant que journaliste pour le quotidien Hankook Ilbo en 1973. Il fait ses débuts en tant qu'écrivain à l'âge de 47 ans avec la publication de Mémoire de la poterie (Bitsalmunitogi-ui chu-eok). Son second récit, Le chant du sabre (Karui norae), récompensé du prestigieux prix littéraire Dong-in, fut une véritable consécration pour l'auteur, une œuvre qui l'éleva au rang des auteurs les plus connus de Corée. Deux ans plus tard, en 2003, son talent littéraire fut définitivement reconnu avec la publication de la nouvelle Crémation (Hwajang), qui remporta le prix littéraire Yi Sang. Kim resta ainsi journaliste pendant une vingtaine d'années avant d'entamer une carrière d'écrivain. Il est aussi connu pour être opposé à l'écriture par l'ordinateur, privilégiant l'écriture manuscrite. Il est aussi connu pour être un fervent cycliste : n'ayant pas de permis de conduire, il a par ailleurs écrit plusieurs récits sur ses excursions à vélo à travers la Corée.

## Œuvre
Bien qu'il ait entamé sa carrière d'écrivain sur le tard, il écrit ses romans avec la fraîcheur et la dextérité d'un jeune auteur. Influencé par son expérience de journaliste, son style est à la fois direct et structuré. Son travail de journaliste qui l'a amené à être confronté à des drames humains, lui permet de développer une psychologie fine et détaillée de ses personnages. Cette capacité à retranscrire la psychologie et les sentiments humains dans les situations les plus extrêmes se retrouve dans sa première œuvre, Mémoire de la poterie (Bitsalmunitogi-ui chu-eok). Ce roman, écrit sous la forme d'une enquête sur la mort mystérieuse d'un pompier, présente les batailles que mènent ces personnes avec le feu, mettant en exergue les sentiments humains dans des circonstances extrêmes. Dans son deuxième roman, Le chant du sabre (Karui norae), Kim réalise le portrait du général Yi Sun-shin, non pas en tant que héros de la guerre, mais simplement en tant que personne ordinaire faisant face à ses propres tourments intérieures. L'un de ses derniers romans, Chanson à cordes (Hyeonui norae), s'intéresse à la vie du musicien Ureuk qui a vécu en Corée il y a plus de 1500 ans, durant l'ère Shilla .

## Œuvres traduites
En français :
Le chant du sabre (칼의 노래), Gallimard. Traduit par : Yang Young-Nan, François Théron
Le chant des cordes (Hyeoneui Norae), Gallimard. Traduit par : Han Yumi, Hervé Péjaudier
En allemand : 
Schwertgesang (칼의 노래), Delta. Traduit par : Heidi Kang

En anglais : 
From Powder to Powder, Land of Exile

## Distinctions
- 2001 : Prix littéraire Dong-in pour son premier roman, 칼의 노래 Le chant du sabre
- 2004 : Prix littéraire Yi Sang pour son roman 화장 Crémation[2]
- 2005 : Prix Hwang Sun-won pour 언니의 폐경
- 2007 : Prix Daesan pour 남한산성 Namhansanseong